# Spiroctenus coeruleus
Espèce
Spiroctenus coeruleus est une espèce d'araignées mygalomorphes de la famille des Bemmeridae.

## Distribution
Cette espèce est endémique du KwaZulu-Natal en Afrique du Sud,. Elle se rencontre vers Pietermaritzburg.

## Description
Le mâle holotype mesure 15 mm.

## Publication originale
- Lawrence, 1952 : New spiders from the eastern half of South Africa. Annals of the Natal Museum, vol. 12, p. 183-226.